# Diethelm von Castell

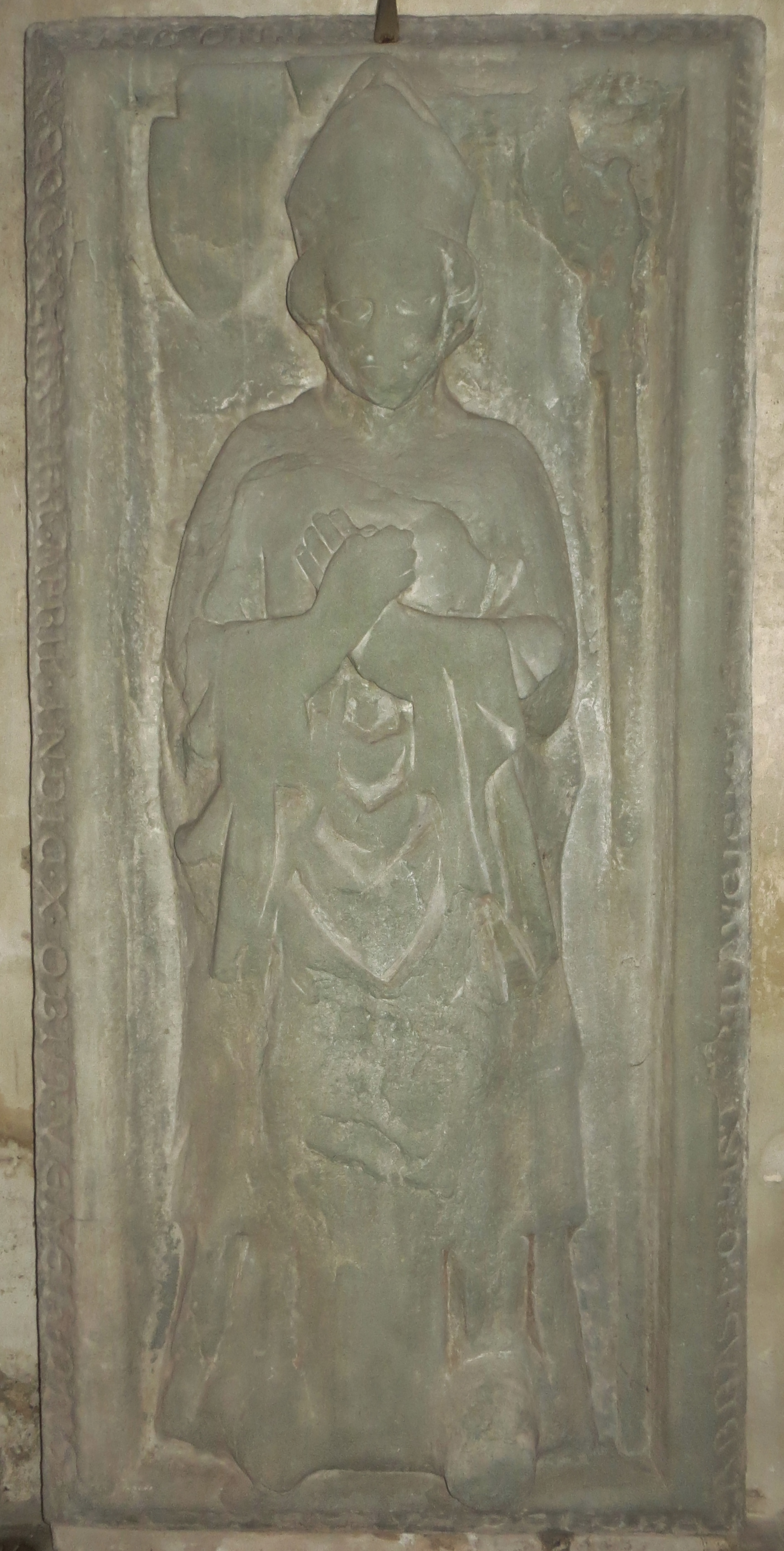
Grabplatte Diethelm von Castell (Insel Reichenau)

Diethelm von Castell, auch Diethelm Freybert zu Castell, († 1343) war Abt der Benediktinerabteien Petershausen (1292–1321) und Reichenau (1306–1343).
Diethelm von Castell stammte aus dem Geschlecht der Schenk von Castell mit Sitz in der Burg Castell im Hochstift Konstanz (heute in der Gemeinde Tägerwilen, Kanton Thurgau, Schweiz).
Er war von 1292 bis 1321 Abt im Kloster Petershausen und ursprünglich kein Conventuale der Reichenau, sondern als Abt von Reichenau bereits 1306 postuliert worden.

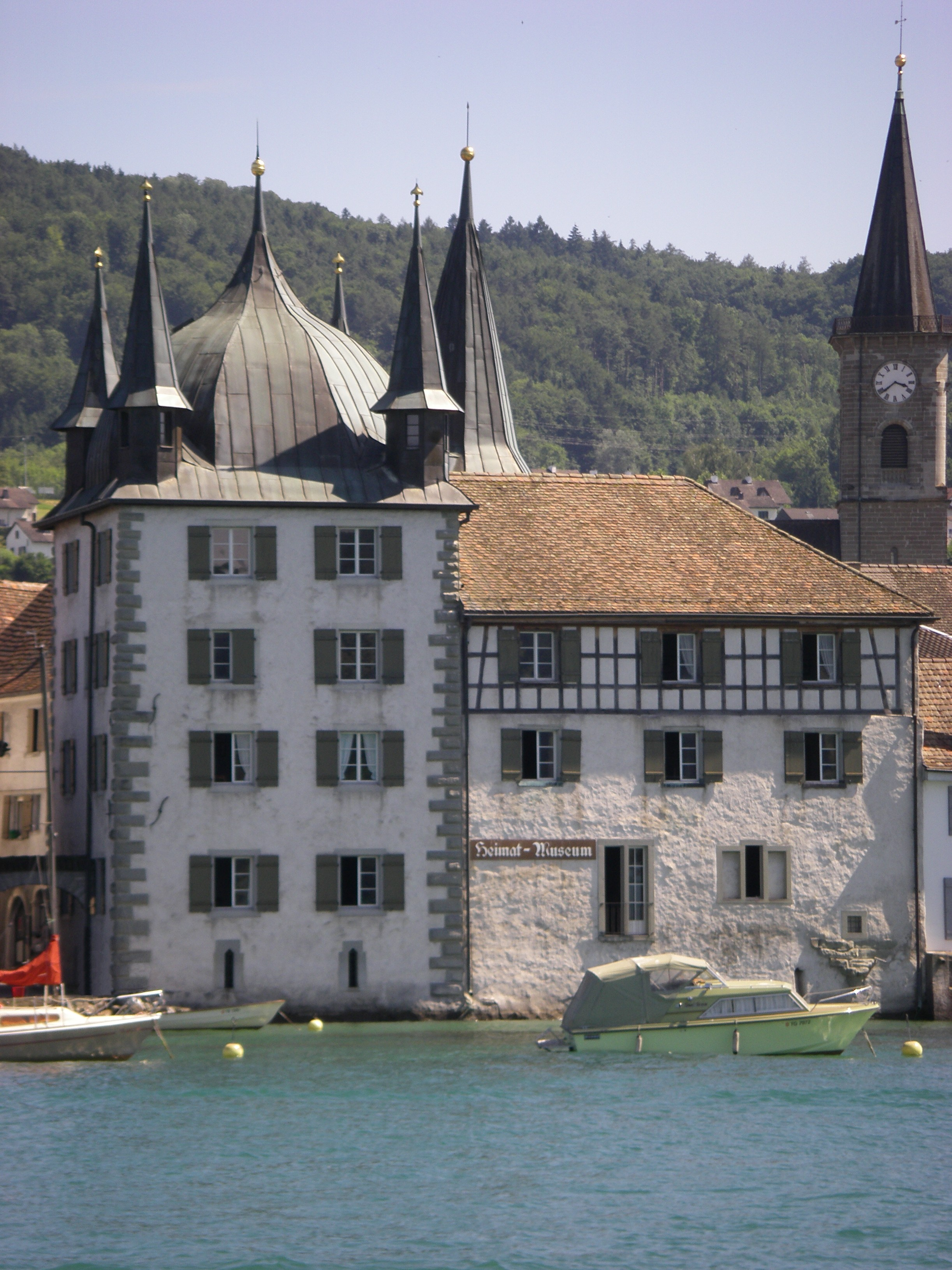
Turmhof Steckborn

Abt Diethelm von Castell galt 1312 als Bauherr der Wasserburg Schopflen, einer heutigen Burgruine an der Zufahrt mit der Pappelallee zur Insel Reichenau. Ebenso galt er, neben dem  Reichenauer Abt Albrecht von Ramstein, als Bauherr des unmittelbar am Bodensee in Steckborn gelegenen Turmhof. Er war es auch, der 1313 nach Florenz reiste, um von Kaiser Heinrich VII. das Marktrecht für den Flecken Steckborn zu erlangen.